# Zeta Wagner
Zeta Wagner SSpS (* 23. August 1907 in Aign, Feldkirchen; † 18. März 1943 in der Bismarcksee) war eine deutsche römisch-katholische Ordensfrau, Missionsschwester und Märtyrin.

## Leben
Cäcilia Wagner, sechstes von sieben Kindern eines Söldners, besuchte vier Jahre lang die Handelsschule in Straubing und trat am 4. Dezember 1924 im Alter von 17 Jahren in Steyl in das Missionshaus St. Michael der Steyler Missionsschwestern ein. Sie begann am 8. Dezember 1930 das Noviziat unter dem Ordensnamen Zeta (nach der heiligen Zita). Am 8. Dezember 1932 legte sie in Steyl ihre Ersten Gelübde ab. Vom 14. Juni 1933 bis zum 2. August 1934 reiste sie (mit Sprachaufenthalt in den Philippinen) in die Papua-Neuguinea-Mission nach Alexishafen, wo sie am 6. Juni 1938 ihre Ewigen Gelübde ablegte. Sie wirkte in der Missionsstation Wewak als Lehrerin. Nach der Besetzung Neuguineas durch die japanischen Invasionstruppen wurde sie am 18. März 1943 zusammen mit Bischof Josef Lörks und zahlreichen weiteren Missionaren und Ordensschwestern auf dem Zerstörer Akikaze hingerichtet und ins Meer geworfen.

## Gedenken
Die Römisch-katholische Kirche in Deutschland hat Schwester Zeta Wagner als Märtyrin in das deutsche Martyrologium des 20. Jahrhunderts aufgenommen.